# Escut de Bellcaire d'Empordà
L'escut oficial de Bellcaire d'Empordà té el següent blasonament:
Escut caironat: de sinople, un castell obert d'argent; el peu partit: 1r, faixat ondat d'argent i d'atzur, i 2n faixat d'or i de gules. Per timbre, una corona mural de poble.

## Història
Va ser aprovat el 15 de març de 2010 i publicat al DOGC número 5.601 el 6 d'abril del mateix any.

Armes dels comtes d'Empúries

El castell és el senyal més tradicional i representatiu del poble, ja que fa referència al castell dels Comtes d'Empúries, que presideix la localitat. Com a elements diferenciadors d'altres escuts que també presenten un castell, s'hi afegeix una al·lusió al pas del rec del Molí pel poble i les armes dels comtes d'Empúries, senyors de Bellcaire.